# Hippomobile

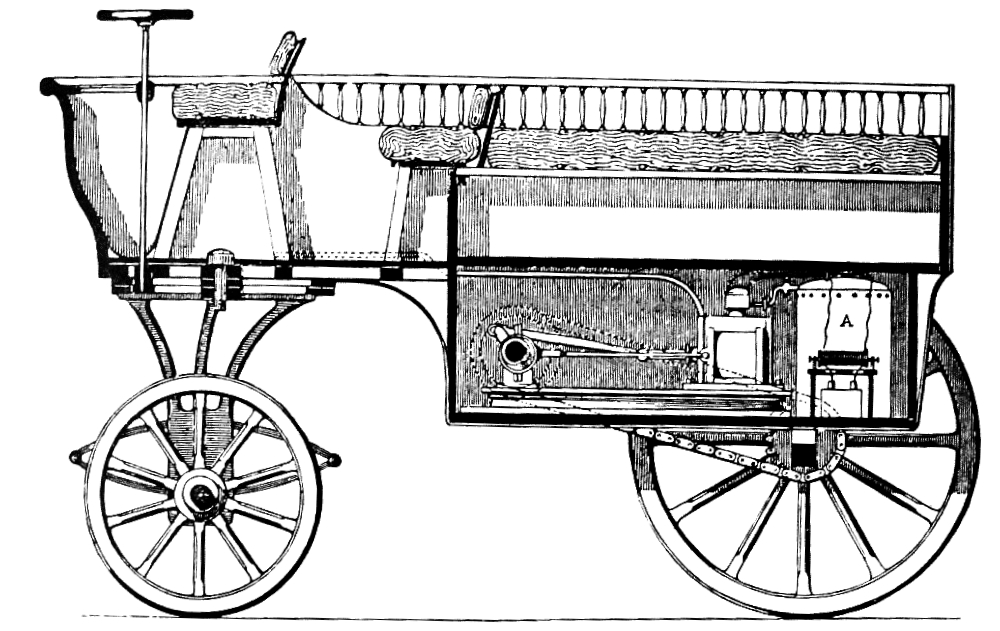
Hippomobile Lenoir

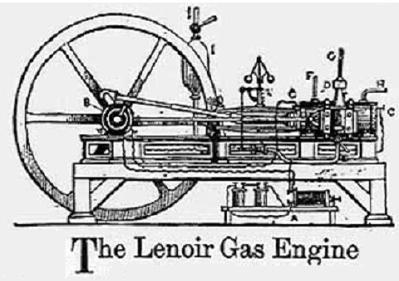
Motor a gasolina Lenoir, 1860

O Hippomobile é um automóvel inventado por Étienne Lenoir em 1863 que carregava seu próprio motor de combustão interna. Foi baseado em sua invenção de 1860, o motor a gás Lenoir.

## Histórico
Em 1863, o Hippomobile, movido por um motor de combustão interna de um cilindro, fez um test drive de Paris a Joinville-le-Pont, percorrendo cerca de onze milhas em menos de três horas. Esta foi uma conquista justa na época.